# 씨커
《씨커》(Ticker)는 미국에서 제작된 앨버트 파이언 감독의 2001년 범죄, 액션 영화이다. 스티븐 시걸 등이 주연으로 출연하였고 켄 아구아도 등이 제작에 참여하였다.

## 출연

### 주연
- 스티븐 시걸
- 톰 시즈모어
- 데니스 호퍼
- 제이미 프레슬리
- 조 스파노

### 조연
- 케빈 게이지
- 피터 그린
- 마이클 할세이
- 로마니 말코
- 나스
- 노버트 와이저

## 기타
- Line PD: 마이클 보그
- 의상: 트리샤 그레이
- 배역: 캐시 헨더슨
- 배역: 도리 주커먼

## SBS 성우진 (2003년 4월 13일)
- 장광 - 네들즈(톰 시즈모어)
- 유민석 - 스완(데니스 호퍼)
- 신성호 - 글래스(스티븐 시걸)
- 윤성혜 - 클레어(제이미 프레슬리)
- 김강산 - 퍼지(나스)
- 조유연 - 릴리(칠리)
- 안종익 - 폴친스키(피터 그린)
- 김정미
- 이근욱
- 한수경
- 장승길
- 박상훈
- 이장우